# December to Dismember 2006
December to Dismember (2006) was de 2e en laatste professioneel worstel-pay-per-view (PPV) evenement van December to Dismember dat georganiseerd werd door de World Wrestling Entertainment (WWE). Het evenement vond plaats op 3 december 2006 in het James Brown Arena in Augusta, Georgia.
Ver van tevoren werd ook aangekondigd dat er een Extreme Elimination Chamber zou komen, maar deze viel tegen. Dit mede door de hype die rondom de Extreme Elimination Chamber gemaakt was en rondom Survivor Series die een week voor 3 december gehouden was. Dit liet WWE zo weinig tijd over om echt goed reclame te maken voor December to Dismember waardoor er maar 2 wedstrijden vooraf bekend waren.

## Matches
| Nr. | Match | Winnaar(s)                      | Opmerkingen                                                        | Bron  |
| --- | --- | ------------------------------- | ------------------------------------------------------------------ | ----- |
| 1D  | Stevie Richards vs. René Duprée                                                                          | Stevie Richards                 | Een-op-een match.                                                  | [ 2 ] |
| 2   | The Hardys (Matt & Jeff Hardy) vs. MNM (Joey Mercury & Johnny Nitro) (met Melina)                        | The Hardys                      | Tag team match.                                                    | [ 2 ] |
| 3   | Balls Mahoney vs. Matt Striker                                                                           | Balls Mahoney                   | Striker's Rules match.                                             | [ 2 ] |
| 4   | Elijah Burke & Sylvester Terkay vs. The F.B.I. (Little Guido & Tony Mamaluke) (met Trinity)              | Elijah Burke & Sylvester Terkay | Tag team match.                                                    | [ 2 ] |
| 5   | Daivari (met The Great Khali) vs. Tommy Dreamer                                                          | Daivari                         | Een-op-een match.                                                  | [ 2 ] |
| 6   | Ariel & Kevin Thorn vs. Kelly Kelly & Mike Knox                                                          | Ariel & Kevin Thorn             | Mixed tag team match.                                              | [ 2 ] |
| 7   | Bobby Lashley vs. Big Show (c) (met Paul Heyman) vs. Test vs. Rob Van Dam vs. Hardcore Holly vs. CM Punk | Bobby Lashley (nc)              | Extreme Elimination Chamber match voor het ECW World Championship. | [ 2 ] |